# Carl Pinschof
Carl Ludwig Pinschof (* 14. April 1855 in Wien, Österreich-Ungarn; † 19. Mai 1926 in Kapstadt, Südafrika) war ein erfolgreicher Unternehmer und österreichisch-ungarischer Honorarkonsul in Victoria, Australien. Er war auch ein Förderer von Musik und australischer Kunst.

## Frühes Leben
Carl Pinschof war der Sohn des Bankiers Franz Pinschof und seiner Frau Karoline Aloisia, geborene Gromes. Pinschof ging in Wien und Coburg zur Schule, anschließend studierte er an der Universität Leipzig Wirtschaftswissenschaft. Nach seinem Studium arbeitete er als Drogeriemanager und diente als Soldat bei den Dragonern, bevor er einige Monate in der Bank seines Vaters angestellt war. Anschließend war er im Wiener Bankwesen tätig. Am 19. August 1883 heiratete er die Sängerin Elise Wiedermann (1851–1922).

## Beruf

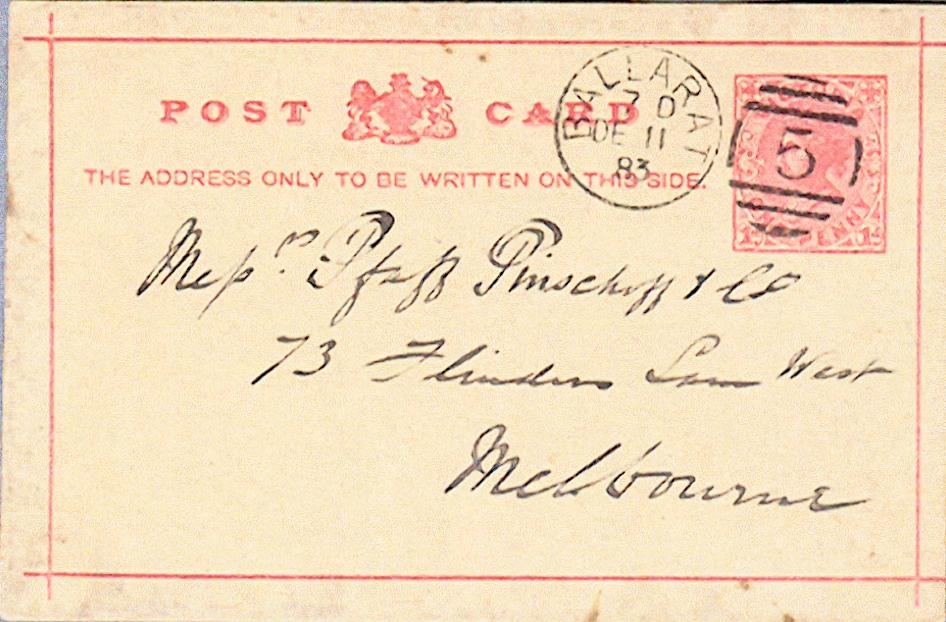
Postkarte an Carl Pinschof (1883)

1879 wurde Pinschof zum Honorarsekretär der österreichischen Kommission der Weltausstellung in Melbourne von 1880 ernannt. Während seines Aufenthalts in Australien anlässlich der Weltausstellung, entschied er, sich in Australien niederzulassen. Dort vertrat ab 1881 das Unternehmen Pfaff, Reichbach in Australien und war ab 1893 alleiniger Vertriebsbeauftrager dieses Unternehmens mit Büros in Sydney, Brisbane und Adelaide. Pinschof wurde 1885 zum Honorarkonsul für Österreich-Ungarn in Victoria bestellt und 1900 zum Direktor der Zeitung Herald & Weekly Times ernannt. 1904 bekleidete er den Posten des Direktors der Carlton Brewery Ltd. Dieses Unternehmen fusionierte er mit weiteren fünf Brauereien aus Melbourne zur Carlton and United Breweries Pty Ltd und stand ihm vor. 1908 verkaufte er seine Brauerei und trat als Konsul zurück.

## Öffentliches Wirken

### Wirtschaftspolitik
Ab den 1890er Jahren wurde Pinschof als Autor und Vortragsredner bekannt, der sich zu wirtschaftlichen Problemen Australiens äußerte und Ratschläge erteilte. Er forderte wirtschaftliche Reformen wie die Einrichtung einer australischen Zentralbank. Er setzte sich für die nicht nur teilweise, sondern für eine volle Bezahlung beim Aktienkauf ein und für eine langfristige Gewährung für Kredite für landwirtschaftliche Betriebe. Ferner forderte er, Hochschulstudiengänge für Wirtschaft und öffentliche Verwaltung einzurichten.
Nach der Aufgabe seiner Tätigkeiten als Kaufmann im Verlauf des Ersten Weltkriegs und die Auseinandersetzungen um seine Einbürgerung, die 1909 erfolgte, zog er sich aus dem öffentlichen Leben zurück.
Danach befasste er sich wirtschaftlichen Fragen. So schrieb er vor allem über außenwirtschaftliche Themen, beispielsweise über die internationale Auswirkung einer Fixierung einer Währung auf den Gold-/Silber-Standard am Beispiel Indiens. Bereits fünf Monate nach dem Erscheinen des Buches von John Maynard Keynes A Tract on Monetary Reform im Jahr 1923 verfasste er fünf Monate danach eine Rezension darüber.
Er starb auf einer Reise nach Europa in Cape Town im Jahr 1926 und wurde auf dem Boroondara-Friedhof in Melbourne beerdigt.

### Kultur

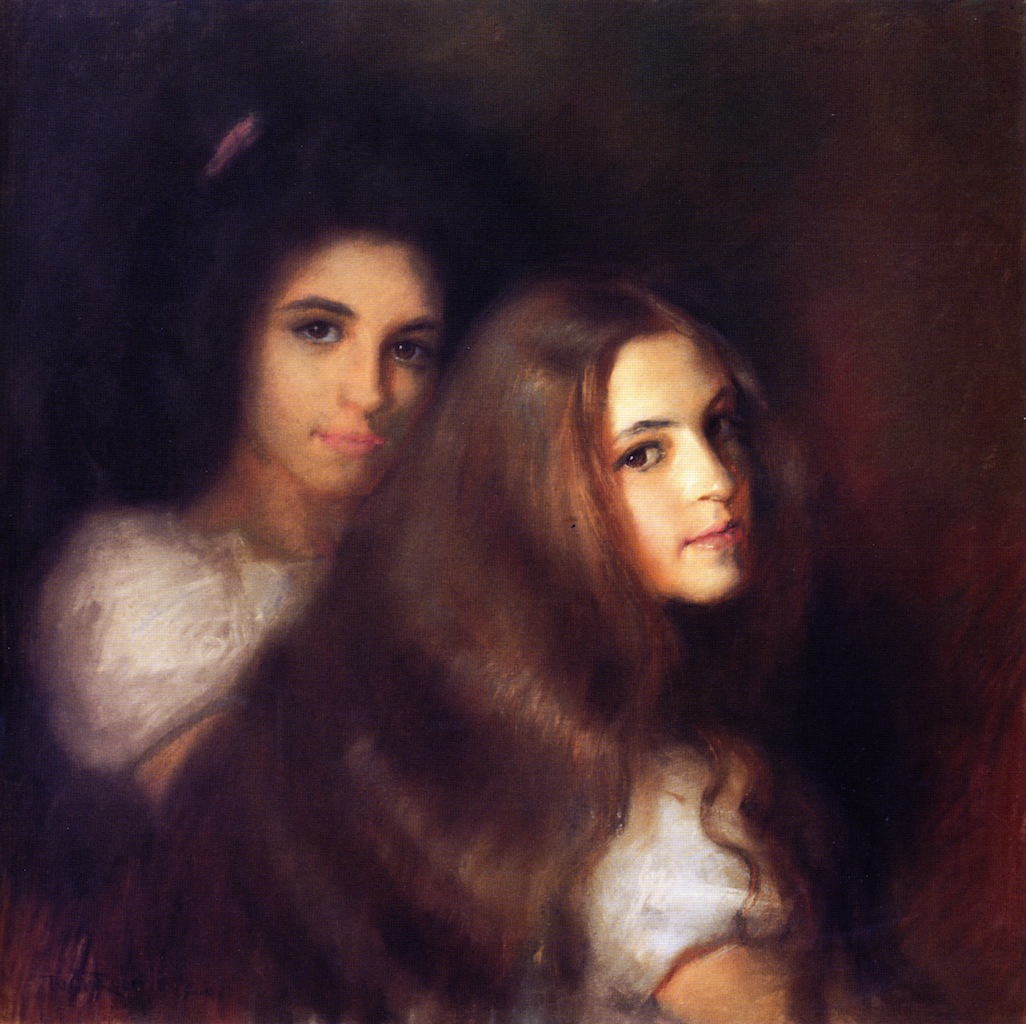
Töchter Elizabeth und Carmen, c.1900, Pastellzeichnung von Tom Roberts

Carl und seine Frau Elise Pinschof wurden in Melbourne als Förderer von Kunst und Musik bekannt. Sie unterstützten die Gründung des Marshall-Hall Orchestras. Elise Pinschof war die erste Gesangslehrerin am University Conservatorium of Music in Melbourne. Sie unterrichtete auch die Opernsängerin Nellie Melba.
Das Ehepaar Pinschof erwarb Land und baute darauf die Villa Belmont in Kew und die Residenz Studley Hall in Kew. Auf dem Gelände am Mount Macedon (Hohe Warte) veranstalteten sie Begegnungen mit Künstlern. In ihren Gebäuden legten sie Kunstsammlungen an und förderten die damaligen Kunstrichtungen, wie beispielsweise die impressionistische Heidelberg School. Unter den Künstlern waren die Maler Tom Roberts, Arthur Streeton, Carl Kahler, Ambrose McCarthy Patterson und der Bildhauer Bertram Mackennal.

## Nachwirken
An der Universität für Musik und darstellende Kunst Wien werden Begabte mit dem Carl Ludwig Pinschof Stipendium gefördert.